# Persone di nome Elisa
| Questa pagina contiene informazioni ricavate automaticamente dalle voci biografiche con l'ausilio del template Bio e di un bot. L'aggiornamento è periodico e automatico e ricostruisce completamente la pagina. Se manca una persona in questa lista, sei pregato di non aggiungerla, ma accertati piuttosto che la sua voce biografica contenga il template Bio e che i dati anagrafici siano correttamente compilati. Se il template Bio manca, inseriscilo tu stesso o, in alternativa, metti l'avviso {{tmp\|Bio}} che ne segnala la mancanza. Se i dati riportati sono sbagliati, correggi direttamente la voce biografica; le modifiche saranno visibili in questa lista entro pochi giorni. Per chiarimenti vedi il progetto antroponimi. La lista contiene solo le 168 persone che sono citate nell'enciclopedia e per le quali è stato implementato correttamente il template Bio. Pagina aggiornata al 6 ago 2025. |

Questa è una lista di persone presenti nell'enciclopedia che hanno il nome Elisa, suddivise per attività principale.

## Allenatrici di ginnastica(1)
- Elisa Blanchi, allenatrice di ginnastica e ginnasta italiana (Velletri, n. 1987)

## Artiste(1)
- Elisa Breton, artista francese (Viña del Mar, n. 1906 - Le Kremlin-Bicêtre, † 2000)

## Artiste marziali(1)
- Elisa Marcantoni, artista marziale italiana (n. 1999)

## Astiste(1)
- Elisa Molinarolo, astista italiana (Soave, n. 1994)

## Astronome(1)
- Elisa Quintana, astronoma statunitense (Silver City, n. 1973)

## Attiviste(1)
- Elisa Agnini Lollini, attivista italiana (Finale Emilia, n. 1858 - Roma, † 1922)

## Attrici(13)
- Elisa Kadigia Bove, attrice italiana (Mogadiscio, n. 1942)
- Elisa Cegani, attrice italiana (Torino, n. 1911 - Roma, † 1996)
- Elisa Di Eusanio, attrice italiana (Teramo, n. 1980)
- Elisa Donovan, attrice statunitense (Poughkeepsie, n. 1971)
- Elisa Heinsohn, attrice, cantante e ballerina statunitense (n. 1962)
- Elisa Hensler, attrice svizzera (La Chaux-de-Fonds, n. 1836 - Lisbona, † 1929)
- Elisa Lasowski, attrice francese (L'Aia, n. 1986)
- Elisa Mainardi, attrice italiana (Roma, n. 1930 - Roma, † 2016)
- Elisa Matilla, attrice e conduttrice televisiva spagnola (Madrid, n. 1966)
- Elisa Montés, attrice spagnola (Granada, n. 1934 - Madrid, † 2024)
- Elisa Schlott, attrice tedesca (Berlino, n. 1994)
- Elisa Severi, attrice italiana (Ravenna, n. 1872 - Roma, † 1930)
- Elisa Wong, attrice e modella italiana (Pechino)

## Attrici teatrali(1)
- Elisa Malesci-Pezzaglia, attrice teatrale italiana (Firenze, n. 1847 - Trieste, † 1891)

## Avvocate(1)
- Elisa Carrió, avvocata e politica argentina (Resistencia, n. 1956)

## Biatlete(1)
- Elisa Gasparin, biatleta svizzera (Samedan, n. 1991)

## Biologhe(1)
- Elisa Oricchio, biologa italiana (Vallo della Lucania)

## Bocciste(1)
- Elisa Luccarini, boccista italiana (Vignola, n. 1974)

## Botaniche(1)
- Elisa Bailly de Vilmorin, botanica, imprenditrice e agronoma francese (Parigi, n. 1826 - Verrières-le-Buisson, † 1868)

## Calciatori(1)
- Bep Bakhuys, calciatore olandese (Pekalongan, n. 1909 - L'Aia, † 1982)

## Calciatrici(19)
- Elisa Bartoli, calciatrice italiana (Roma, n. 1991)
- Elisa Battistoni, calciatrice italiana (Osimo, n. 1997)
- Elisa Camporese, ex calciatrice italiana (Padova, n. 1984)
- Elisa Caucci, calciatrice italiana (n. 1989)
- Elisa Cerato, calciatrice italiana (Imperia, n. 1988)
- Elisa Cinti, calciatrice italiana (Ancona, n. 1998)
- Elisa De Almeida, calciatrice francese (Châtenay-Malabry, n. 1998)
- Elisa Forlucci, ex calciatrice italiana (n. 1976)
- Elisa Galbiati, calciatrice italiana (Treviglio, n. 1992)
- Elisa Gaspari, calciatrice italiana (n. 1988)
- Elisa Lavia, ex calciatrice italiana (Martignacco, n. 1979)
- Elisa Lecce, calciatrice italiana (Sapri, n. 1993)
- Elisa Mainardi, calciatrice italiana (Pesaro, n. 1987)
- Elisa Mele, calciatrice italiana (Brescia, n. 1996)
- Elisa Perini, ex calciatrice italiana (Lodi, n. 1984)
- Elisa Polli, calciatrice italiana (Sassoferrato, n. 2000)
- Elisa Senß, calciatrice tedesca (Oldenburg, n. 1997)
- Elisa Stefanazzi, calciatrice italiana (Gallarate, n. 1992)
- Elisa del Estal, calciatrice spagnola (Santander, n. 1993)

## Cantanti(5)
- Elisa, cantante e modella giapponese (Prefettura di Kanagawa, n. 1989)
- Elisa Fiorillo, cantante statunitense (Filadelfia, n. 1969)
- Elisa Ridolfi, cantante italiana (Fano, n. 1978)
- Ellips, cantante finlandese (Kallio, n. 1990)
- Elisa Tovati, cantante e attrice francese (Parigi, n. 1976)

## Cantautrici(3)
- Eliza G, cantautrice italiana (Sacile, n. 1984)
- Femme Schmidt, cantautrice tedesca (Coblenza, n. 1990)
- Elisa, cantautrice e produttrice discografica italiana (Trieste, n. 1977)

## Cestiste(11)
- Elisa Bonaldo, ex cestista italiana (Lugo, n. 1981)
- Elisa Buccianti, ex cestista italiana (Grosseto, n. 1986)
- Elsa Cenci, cestista italiana (Venezia, n. 1915)
- Elisa Garcia, ex cestista brasiliana (San Paolo, n. 1962)
- Elisa Ercoli, cestista italiana (Gualdo Tadino, n. 1995)
- Elisa Helin, ex cestista finlandese (Jyväskylä, n. 1962)
- Elisa Mancinelli, cestista italiana (Perugia, n. 1995)
- Elisa Penna, cestista italiana (Bergamo, n. 1995)
- Elisa Policari, cestista italiana (Roma, n. 1997)
- Elisa Silva, ex cestista italiana (Alzano Lombardo, n. 1988)
- Elisa Templari, cestista italiana (Montevarchi, n. 1989)

## Cicliste su strada(2)
- Elisa Balsamo, ciclista su strada e pistard italiana (Cuneo, n. 1998)
- Elisa Longo Borghini, ciclista su strada italiana (Verbania, n. 1991)

## Conduttrici televisive(1)
- Elisa Isoardi, conduttrice televisiva e ex modella italiana (Cuneo, n. 1982)

## Danzatrici(2)
- Elisa Badenes, danzatrice spagnola (Valencia, n. 1992)
- Elisa Carrillo Cabrera, danzatrice messicana (Texcoco de Mora, n. 1981)

## Dirigenti d'azienda(1)
- Elisa Ambanelli, dirigente d'azienda italiana (Parma, n. 1967)

## Dirigenti sportive(2)
- Elisa Miniati, dirigente sportiva, allenatrice di calcio e ex calciatrice italiana (Roma, n. 1974)
- Elisa Zizioli, dirigente sportiva e ex calciatrice italiana (Brescia, n. 1984)

## Doppiatrici(1)
- Elisa Gabrielli, doppiatrice, animatrice e attrice statunitense (n. 1959)

## Economiste(1)
- Elisa Ferreira, economista e politica portoghese (Porto, n. 1955)

## Fisiche(1)
- Elisa Molinari, fisica italiana (Modena, n. 1958)

## Fondiste(1)
- Elisa Brocard, fondista italiana (Aosta, n. 1984)

## Ginnaste(4)
- Elisa Calsi, ex ginnasta italiana (Lodi, n. 1937)
- Elisa Iorio, ginnasta italiana (Modena, n. 2003)
- Elisa Meneghini, ex ginnasta italiana (Como, n. 1997)
- Elisa Santoni, ex ginnasta italiana (Roma, n. 1987)

## Giornaliste(6)
- Elisa Anzaldo, giornalista e conduttrice televisiva italiana (Catania, n. 1966)
- Elisa Massai, giornalista italiana (n. 1918 - † 2003)
- Elisa Penna, giornalista e fumettista italiana (Cusano Milanino, n. 1930 - Montalto Pavese, † 2009)
- Elisa Salerno, giornalista e scrittrice italiana (Vicenza, n. 1873 - Vicenza, † 1957)
- Elisa Sciuto, giornalista e conduttrice televisiva italiana (Catania, n. 1979)
- Elisa Triani, giornalista e conduttrice televisiva italiana (Pesaro, n. 1976)

## Ingegnere(1)
- Elisa Leonida Zamfirescu, ingegnere e inventrice rumena (Galați, n. 1887 - Bucarest, † 1973)

## Kickboxer(1)
- Elisa Qualizza, kickboxer italiana (Monfalcone, n. 1988)

## Marciatrici(1)
- Elisa Rigaudo, ex marciatrice italiana (Cuneo, n. 1980)

## Martelliste(1)
- Elisa Palmieri, martellista italiana (Siena, n. 1983)

## Mezzofondiste(5)
- Elisa Bortoli, mezzofondista italiana (n. 1994)
- Elisa Cusma, ex mezzofondista italiana (Bologna, n. 1981)
- Elly van Hulst, ex mezzofondista olandese (Culemborg, n. 1959)
- Elisa Palmero, mezzofondista italiana (Pinerolo, n. 1999)
- Elisa Rea, ex mezzofondista italiana (Roccasecca, n. 1968)

## Modelle(3)
- Elisa Nájera, modella messicana (Celaya, n. 1986)
- Elisa Sednaoui, modella e attrice italiana (Savigliano, n. 1987)
- Elisa Torrini, modella italiana (Roma, n. 1989)

## Multipliste(1)
- Elisa Trevisan, multiplista italiana (Castelfranco Veneto, n. 1980)

## Musiciste(1)
- Elisa Minari, musicista e bassista italiana (Parma, n. 1973)

## Nobili(1)
- Elisa d'Este, nobile italiana (Ferrara, n. 1337 - † 1402)

## Nuotatrici(3)
- Elisa Bozzo, nuotatrice artistica italiana (Genova, n. 1987)
- Elisa Brunel, nuotatrice artistica statunitense (Austin, n. 2004)
- Elisa Plaisant, nuotatrice artistica italiana (Roma, n. 1981)

## Ostacoliste(1)
- Elisa Di Lazzaro, ostacolista italiana (Trieste, n. 1998)

## Pallanuotiste(2)
- Elisa Casanova, ex pallanuotista e nuotatrice italiana (Genova, n. 1973)
- Elisa Queirolo, ex pallanuotista italiana (Santa Margherita Ligure, n. 1991)

## Pallavoliste(7)
- Elisa Cardani, ex pallavolista italiana (Asti, n. 1990)
- Elisa Cella, ex pallavolista italiana (Prato, n. 1982)
- Elisa Lancellotti, pallavolista italiana (Carpi, n. 1991)
- Elisa Manzano, pallavolista italiana (Udine, n. 1985)
- Elisa Muri, ex pallavolista italiana (Opera, n. 1984)
- Elisa Togut, ex pallavolista italiana (Gorizia, n. 1978)
- Elisa Zanette, pallavolista italiana (Vittorio Veneto, n. 1996)

## Partigiane(1)
- Elisa Sala, partigiana italiana (Monza, n. 1925 - Sovico, † 1945)

## Pattinatrici di short track(1)
- Elisa Confortola, pattinatrice di short track italiana (Sondalo, n. 2002)

## Pedagogiste(1)
- Elisa Frauenfelder, pedagogista italiana (Napoli, n. 1931 - † 2017)

## Pianiste(1)
- Elisa Ciccodicola, pianista italiana (Arpino, n. 1854 - † 1950)

## Pistard(1)
- Elisa Frisoni, ex pistard italiana (Isola della Scala, n. 1985)

## Pittrici(5)
- Elisa Maria Boglino, pittrice danese (Copenaghen, n. 1905 - Roma, † 2002)
- Elisa Counis, pittrice svizzera (Firenze, n. 1812 - Firenze, † 1847)
- Elisa Koch, pittrice italiana (Livorno, n. 1833 - † 1914)
- Elisa Montessori, pittrice italiana (Genova, n. 1931)
- Elisa Rigutini Bulle, pittrice italiana (Pistoia, n. 1858 - Pistoia, † 1940)

## Poetesse(1)
- Elisa Biagini, poetessa e traduttrice italiana (Firenze, n. 1970)

## Politiche(11)
- Elisa Bulgarelli, politica italiana (Bologna, n. 1971)
- Elisa Maria Damião, politica portoghese (Alcobaça, n. 1946 - † 2022)
- Elisa Marchioni, politica italiana (Rimini, n. 1966)
- Elisa Mariano, politica italiana (San Pietro Vernotico, n. 1977)
- Elisa Montemagni, politica italiana (Viareggio, n. 1986)
- Elisa Pirro, politica italiana (Torino, n. 1973)
- Elisa Scutellà, politica italiana (Genova, n. 1987)
- Elisa Simoni, politica italiana (Figline Valdarno, n. 1973)
- Elisa Siragusa, politica italiana (Milano, n. 1986)
- Elisa Spiropali, politica albanese (Tirana, n. 1983)
- Elisa Tripodi, politica italiana (Aosta, n. 1986)

## Registe(1)
- Elisa Amoruso, regista e sceneggiatrice italiana (Roma, n. 1981)

## Religiose(2)
- Elisa Martinez, religiosa italiana (Galatina, n. 1905 - Roma, † 1991)
- Elisa Salvadori, religiosa italiana (Cagliari, n. 1900 - Roma, † 1987)

## Rugbiste a 15(4)
- Elisa Bonaldo, rugbista a 15 italiana (Brescia, n. 1996)
- Elisa Cucchiella, rugbista a 15 italiana (L'Aquila, n. 1983)
- Elisa Facchini, ex rugbista a 15 e dirigente sportiva italiana (Treviso, n. 1977)
- Elisa Giordano, rugbista a 15 italiana (Mirano, n. 1990)

## Sceneggiatrici(1)
- Elisa Briganti, sceneggiatrice italiana († 2024)

## Schermitrici(3)
- Elisa Di Francisca, ex schermitrice italiana (Jesi, n. 1982)
- Elisa Uga, ex schermitrice italiana (Vercelli, n. 1968)
- Elisa Vanni, ex schermitrice e maestra di scherma italiana (Pisa, n. 1977)

## Sciatrici alpine(3)
- Elisa Bonacorsi, ex sciatrice alpina italiana (Bormio, n. 1979)
- Elisa Mörzinger, ex sciatrice alpina austriaca (n. 1997)
- Elisa Platino, sciatrice alpina italiana (n. 1999)

## Sciatrici freestyle(1)
- Elisa Maria Nakab, sciatrice freestyle italiana (Briançon, n. 1998)

## Scrittrici(7)
- Elisa Castiglioni, scrittrice italiana (Busto Arsizio, n. 1975)
- Elisa Chimenti, scrittrice, antropologa e etnografa italiana (Napoli, n. 1883 - Tangeri, † 1969)
- Elisa Fuksas, scrittrice e regista italiana (Roma, n. 1981)
- Elisa Guidelli, scrittrice, sceneggiatrice e giornalista italiana (Sassuolo, n. 1978)
- Elisa Puricelli Guerra, scrittrice e traduttrice italiana (Milano, n. 1970)
- Elisa Rosso, scrittrice italiana (Milano, n. 1993)
- Elisa Springer, scrittrice e superstite dell'Olocausto austriaca (Vienna, n. 1918 - Matera, † 2004)

## Snowboarder(1)
- Elisa Caffont, snowboarder italiana (Belluno, n. 1999)

## Soprani(1)
- Elisa Orlandi, soprano italiano (Macerata, n. 1811 - Rovigo, † 1834)

## Storiche dell'arte(1)
- Elisa Debenedetti, storica dell'arte italiana (Torino, n. 1933 - Roma, † 2024)

## Tuffatrici(2)
- Elisa Cosetti, tuffatrice italiana (Trieste, n. 2002)
- Elisa Pizzini, tuffatrice italiana (Verona, n. 2005)

## Violiniste(1)
- Elisa Pegreffi, violinista italiana (Genova, n. 1922 - Milano, † 2016)

## Youtuber(1)
- Elisa De Marco, youtuber e scrittrice italiana (Torino, n. 1989)

## Senza attività specificata(3)
- Elisa Napoleona Baciocchi, italiana (Capannori, n. 1806 - Colpo, † 1869)
- Elisa Pozza Tasca, ex politica italiana (Tripoli, n. 1941)
- Elisa Valero, architetta spagnola